# Residencia de Wurzburgo

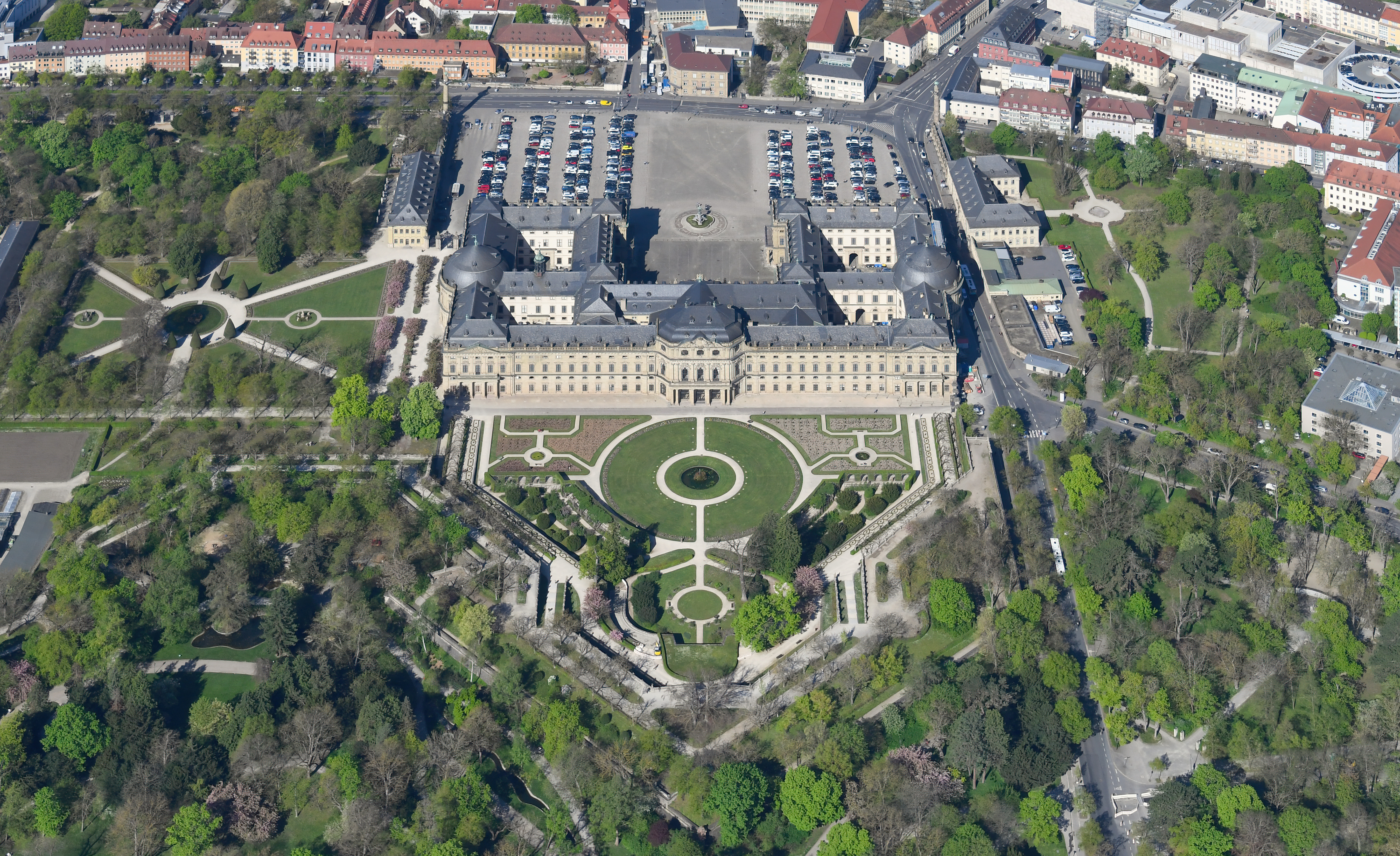
Vista aérea de la Residencia de Wurzburgo, los jardines de la corte y la Plaza de la Residencia

La Residencia de Wurzburgo (en alemán: Würzburger Residenz) es una construcción perteneciente al Barroco situada en la parte antigua de la ciudad alemana de Wurzburgo (Würzburg); se inició en 1719 y se concluyó en 1780.
Su función era principalmente servir de residencia a los obispos de Wurzburgo. El palacio forma parte de las obras más importantes del barroco alemán con una importancia comparable, a nivel europeo, con el Palacio de Schönbrunn en Viena y el Palacio de Versalles en París.
La Residencia de Wurzburgo, los jardines de la corte y la Plaza de la Residencia fueron declarados Patrimonio de la Humanidad en el año 1981. Según la página web de la Unesco (Organización de las Naciones Unidas para la Educación, la Ciencia y la Cultura), este magnífico palacio barroco, uno de los más grandes y bellos de Alemania, y rodeado por maravillosos jardines, fue creado por el mecenazgo de los príncipes-obispos Lothar Franz y Friedrich Carl von Schönborn. Fue construido y decorado en el siglo XVIII por un equipo internacional de arquitectos, pintores (incluyendo a Tiépolo), escultores y estuquistas, dirigidos por Balthasar Neumann. Se protegen dos lugares:
| Código  | Nombre              | Superficie |
| ------- | ------------------- | ---------- |
| 169-001 | Residencia          | 12,84 ha.  |
| 169-002 | Parque de Rosenbach | 1,93 ha    |

## La construcción

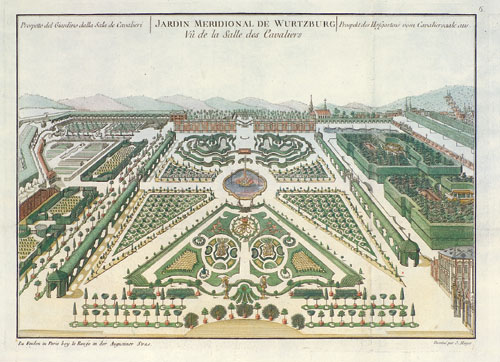
El jardín hacia 1770.

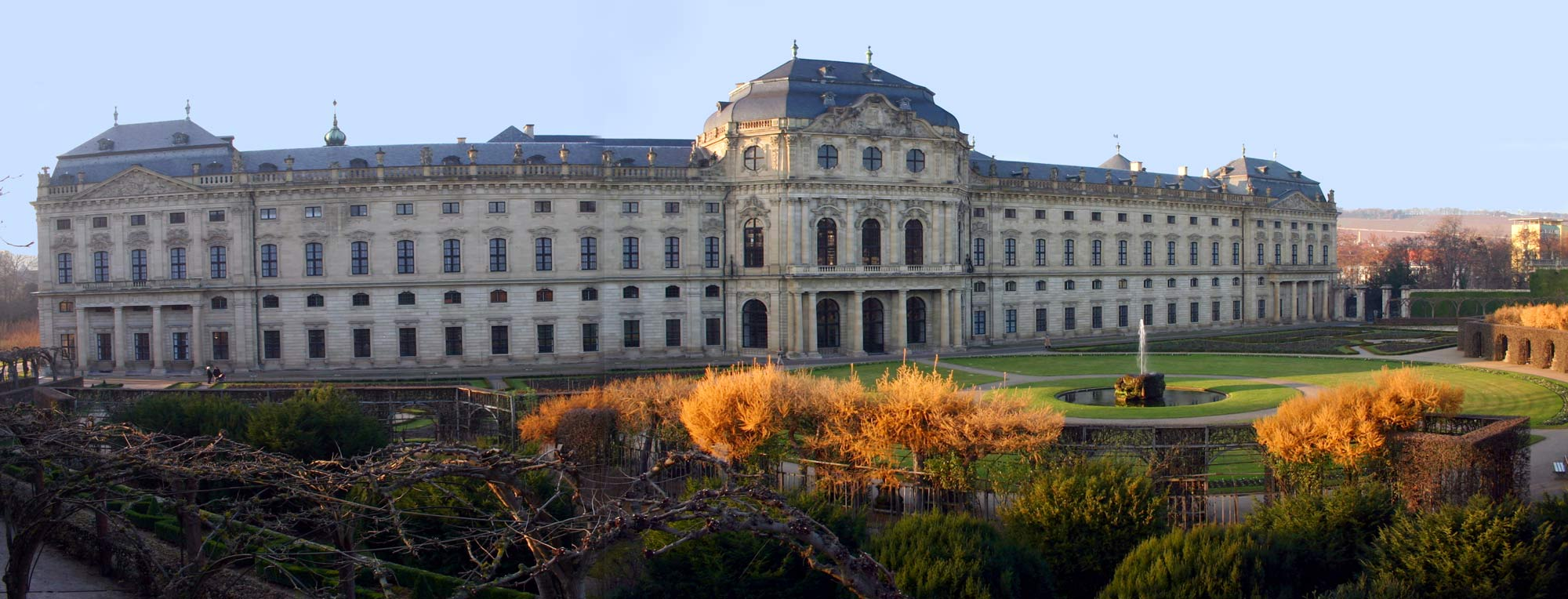
Residencia de Wurzburgo (vista del jardín).

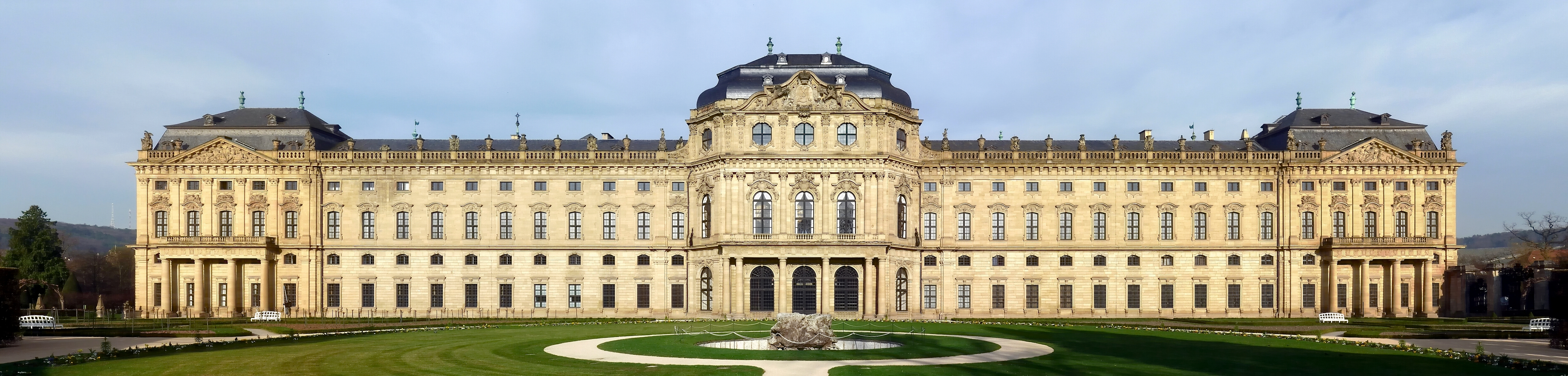
Residencia de Wurzburgo (vista del jardín).

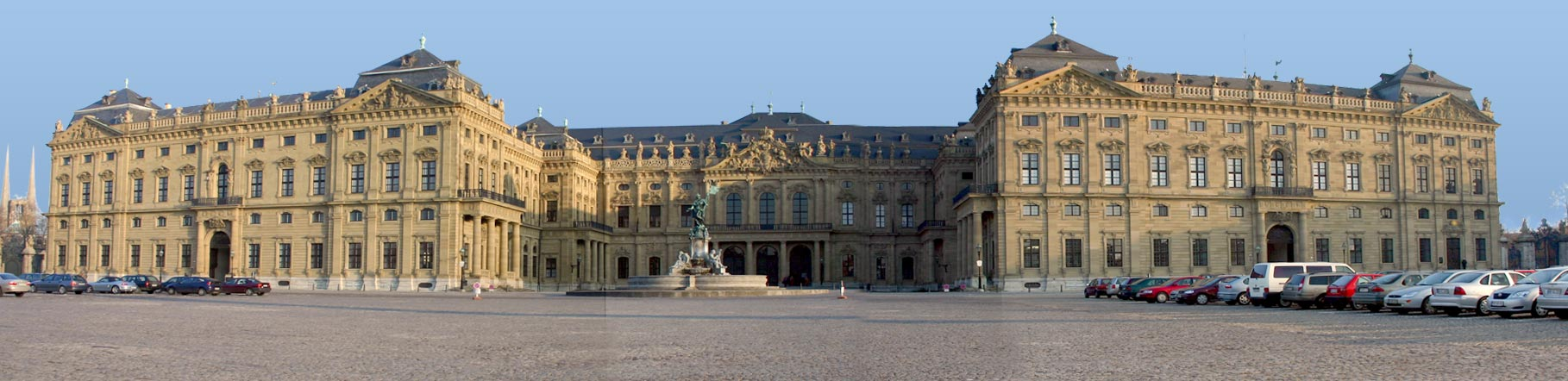
Residencia de Wurzburgo (vista de la fachada).

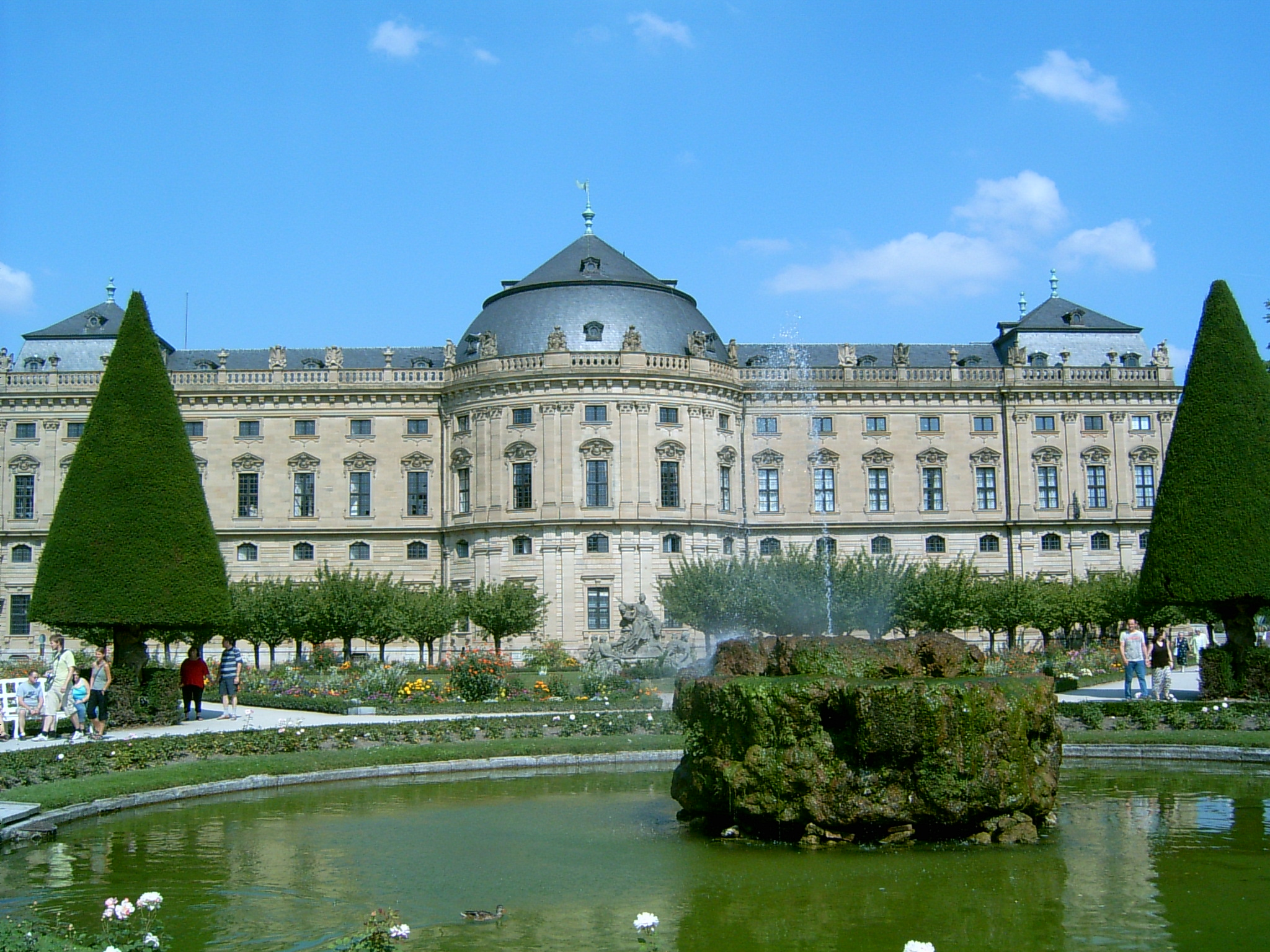
Fuente en el jardín.

La construcción de la residencia se inició durante el gobierno de Johann Philipp Franz von Schönborn en 1719, que falleció a los cuatro años tras haber comenzado las obras y así nunca llegó a disfrutar de su conclusión. El encargo fue hecho por el obispo Balthasar Neumann, que en ese momento tenía 33 años de edad. Tras el fallecimiento de Johann Philipp Franz de Schönborn, la construcción fue concluida a finales del año 1744 por el hermano de Johann Philipp Franz, Friedrich Carl von Schönborn. A nivel interior de la obra participaron, entre otros, Giovanni Battista Tiepolo (1750-1753), Antonio Giuseppe Bossi y Johannes Zick.
La decoración del interior pasó por tres etapas. La primera se inicia todavía bajo el mando de Friedrich Carl. Durante el mandato de su sucesor Carl Philipp von Greiffenclau se encargan y terminan las pinturas más famosas del edificio. Al morir Greiffenclau como encargado, se finaliza la etapa del Rococó y la decoración se continúa con Adam Friedrich de Seinsheim en un estilo más sencillo, llamado Estilo Luis XVI. Finalmente se decoraron las salas conocidas como "Ingelheimzimmer" (a partir de 1776) y el llamado "Cuarto verde" (a partir de 1778) en un estilo neoclásico. Esta última obra se llevó a cabo durante un periodo continuado de 60 años.
La construcción se realizó según un único plano, un hecho que es atípico para este tipo de construcciones. El plano surge de una síntesis que realiza Balthasar Neumann de las ideas y propuestas de una serie de arquitectos: Johann Maximilian de Welsch, Philipp Christoph de Erthal, Robert de Cotte, Gabriel Germain Boffrand, Anselm Franz y Johann Lucas de Hildebrandt. Especialmente este último ejerció una influencia enorme en los bocetos y planos del palacio.

## Arquitectura
Desde un punto de vista técnico, se trata de una planta rectangular de 97x167 metros aproximadamente. La residencia cuenta con 400 salas y se le puede comparar con el palacio de Weißenstein en el espacio dedicado a las escaleras, aunque a diferencia de dicho castillo no se desarrolla de forma central, sino que se extiende del vestíbulo hacia el norte. Por sus dimensiones inmensas, también hay similitudes con el palacio de Caserta de Nápoles, con el que coincide asimismo en la estructura.
Otras dos salas que merecen ser nombradas son la llamada sala del emperador (kaisersaal) y el gabinete de espejos (Spiegelkabinett). La sala del emperador se terminó en la época de Balthasar Neumann y refleja muy bien el concepto decorativo de este. Igualmente la sala blanca, el gabinete verde, el cuarto veneciano y la iglesia son obras muy representativas del rococó del sur de Alemania.

## La pintura al fresco de Tiepolo
El impresionante techo que cubre la zona de acceso y de las escaleras alberga la pintura al fresco más grande del mundo, de unos 670m². La pintó entre 1752 y 1753 el veneciano Giovanni Battista Tiepolo.
El tema: La representación del dueño de la casa, el obispo, a través de los cuatro continentes entonces conocidos. El boceto de esta pintura realizado al óleo se conserva en el Metropolitan Museum de Nueva York.
Los muros se cubren con formas neoclásicas en un discreto blanco. Así se evita la sensación de sobrecarga en el muro, que muestra toda su belleza.
Desde otoño de 2006 se pueden contemplar de nuevo las pinturas, después de tres largos años de restauración.

## La iglesia

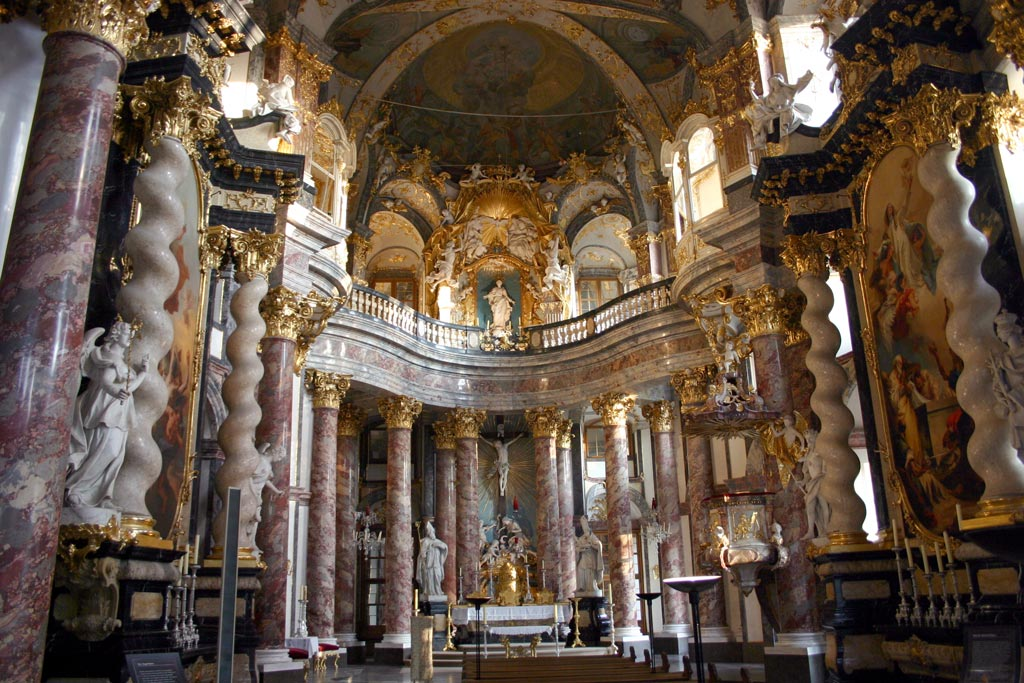
Interior de la iglesia del palacio.

Cuando Balthasar Neumann logró convencer al obispo Johann Franz de Schönborn de que se colocase la iglesia de la corte en la zona sureste de la residencia, se presentó un problema. Neumann quería mantener la apariencia exterior de la construcción y debido a ello, el interior de la iglesia es más estrecho de lo normal. Para disimular este defecto, Neumann hizo colocar unas columnas en la zona del coro y de acceso. De esta forma el defecto casi pasa desapercibido.
El tratamiento del color de la iglesia es fantástico. Destacan los tonos rosas y dorados junto al color mármol de las columnas. Las pequeñas capillas laterales están decoradas por pinturas de Tiepolo.

## El jardín

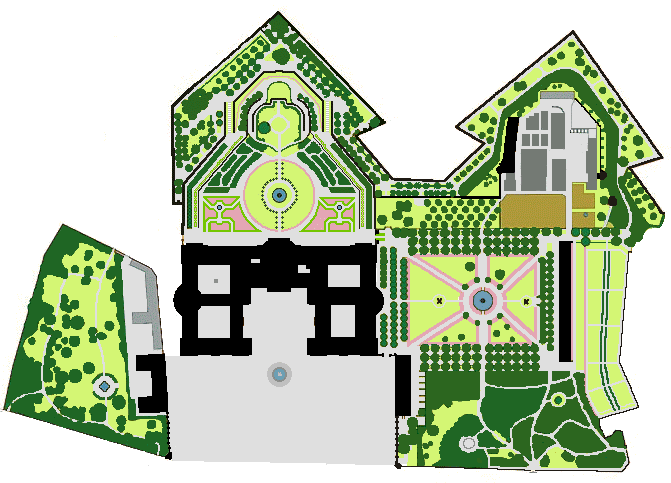
Residencia de Wurzburgo, jardín.

La instalación del jardín se vio limitada, al igual que la construcción misma, por la antigua muralla de la ciudad. Balthasar Neumann tuvo la idea de incluirla en el diseño del jardín y hasta hoy en día dicha muralla nos proporciona una excelente vista al mismo, al palacio y la ciudad de Wurzburgo. Como acceso a la muralla se instalaron de manera simétrica dos escaleras, así como una terraza en la mitad de las mismas.
La parte occidental del jardín se utilizaba para guardar las esculturas y plantas de los antiguos dueños de la residencia. A día de hoy encontramos una enorme diversidad de tipos de rosas. También se pueden observar gran cantidad de bellos jarrones, esculturas, figuras y macetas que contribuyen a embellecer la instalación.
El jardín situado al sur del palacio tiene forma rectangular y era la vista de la que gozaba el obispo desde su habitación privada. En su tiempo se encontraban aquí figuras del escultor Johann Peter Wagner.

## La Segunda Guerra Mundial

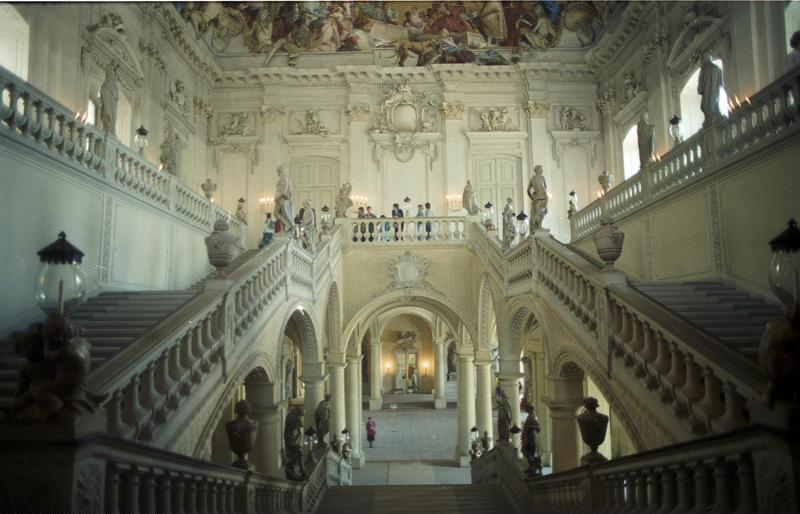
Escalera principal

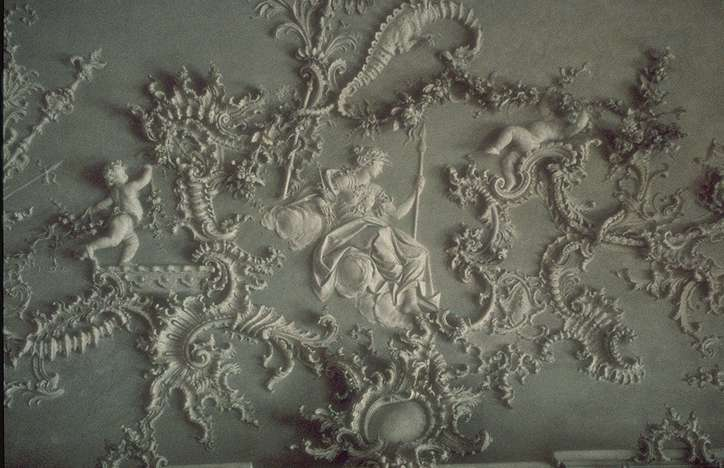
Detalle de la obra en estuco de la sala Blanca

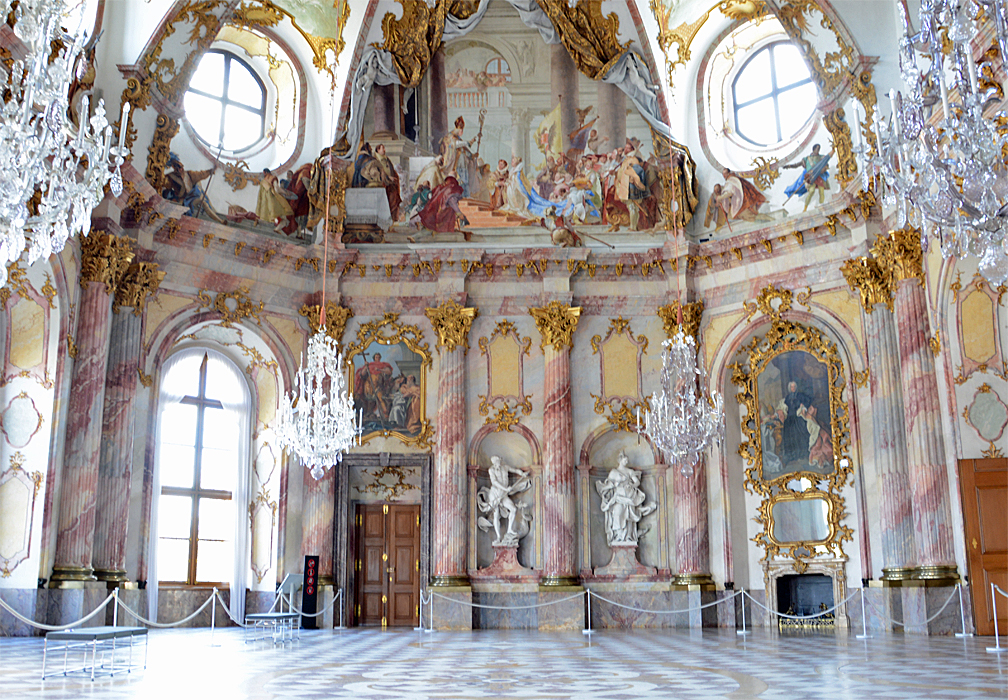
Kaisersaal

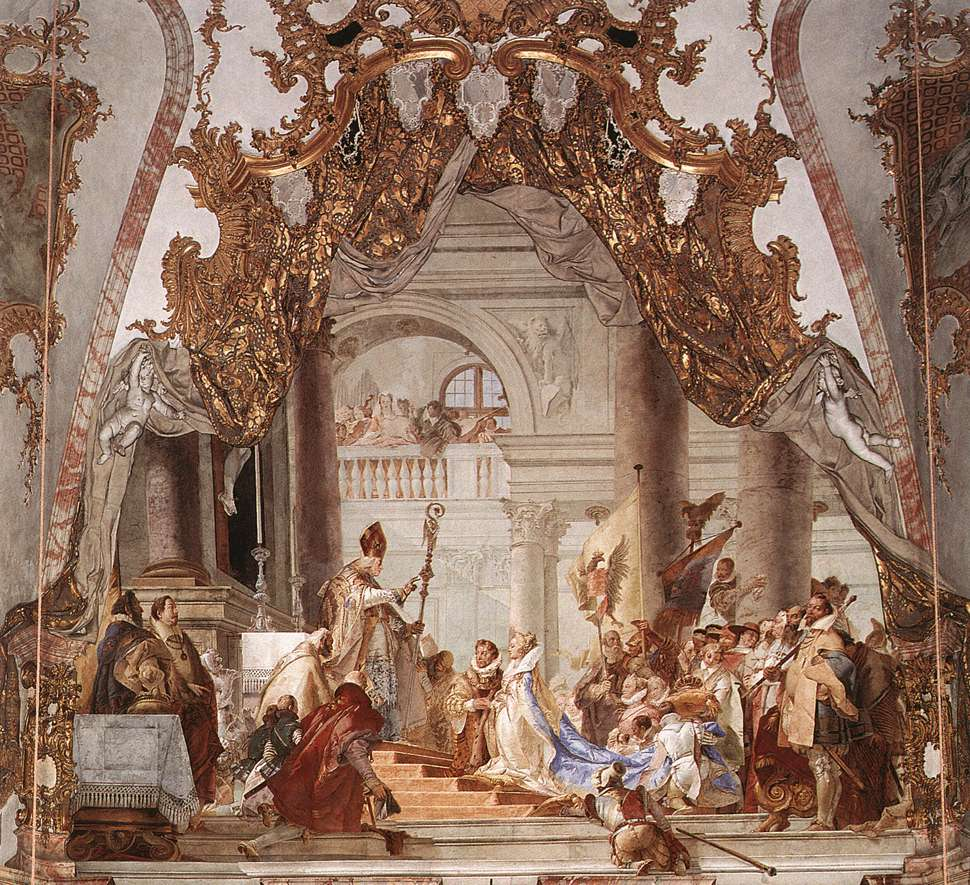
La boda del emperador Federico II y Beatriz de Burgundia, de Tiepolo

Durante la II Guerra Mundial, el palacio sufrió graves daños. El grado de destrucción se ha estimado en un 98 % del total. Solamente se salvaron el vestíbulo, la sala del jardín, el espacio de las escaleras con los frescos de Tiepolo, la llamada Sala blanca y la Sala del emperador. Los tejados estaban muy dañados y fue David Skilton quien protegió las salas de manera provisional con telas, mantas u otros utensilios. Así se pudieron salvar tanto las pinturas al fresco de Tiepolo como las decoraciones de Bossi de la sala blanca.
Gracias a la protección cautelar de objetos valiosos de la residencia, tales como tapices, pinturas al óleo, espejos, mesas, sillas, bancos, etc., se lograron salvar de los ataques.
Tres empresas de Wurzburgo fueron las encargadas de reconstruir el edificio. La restauración completa se finalizó en 1987 con el acabado del Gabinete de espejos que había quedado completamente destrozado tras los ataques. La restauración se realizó fiel al original, utilizando las mismas técnicas y materiales.
La iglesia de la corte también había quedado muy dañada debido a la guerra, lo que afectó a las pinturas al fresco de su interior, como la de Rudolph Byss.

## Curiosidades
- La reconstrucción del techo del espacio de las escaleras de Balthasar Neumann fue muy criticada por el arquitecto que llevaba la obra. Estaba convencido de que, debido a las grandes dimensiones de dicho techo, la estructura no iba a aguantar el peso. Para demostrar la seguridad y validez del diseño, Neumann hizo disparar tres cañones en el interior cuando la reconstrucción se dio por finalizada. Y de hecho la estructura aguantó el bombardeo del 16 de marzo de 1945.
- Napoleón calificó a la Residenz (dada su condición de residencia de un eclesiástico) como "la casa del cura más grande de Europa".[3]
- En la parte sur de la residencia se encuentra el museo Martin von Wagner que contiene la colección de la Universidad de Wurzburgo.